# Любче (Люблінське воєводство)
Любче, або Лубче (пол. Łubcze) — село в Польщі, у гміні Ярчів Томашівського повіту Люблінського воєводства. Населення — 290 осіб (2011).

## Історія
За даними етнографічної експедиції 1869—1870 років під керівництвом Павла Чубинського, у селі переважно проживали греко-католики, усе населення розмовляло українською мовою.
За німецької окупації 1939—1944 років у селі діяла українська школа. 1944 року польські шовіністи вбили в селі 24 українців.
У 1975—1998 роках село належало до Замойського воєводства.

## Демографія
Демографічна структура станом на 31 березня 2011 року:
|          | Загалом | Допрацездатний вік | Працездатний вік | Постпрацездатний вік |
| -------- | ------- | ------------------ | ---------------- | -------------------- |
| Чоловіки | 143     | 22                 | 95               | 26                   |
| Жінки    | 147     | 27                 | 76               | 44                   |
| Разом    | 290     | 49                 | 171              | 70                   |